# Hydropsyche potomacensis
Hydropsyche potomacensis är en nattsländeart som beskrevs av Oliver S. Flint Jr. 1965. Hydropsyche potomacensis ingår i släktet Hydropsyche och familjen ryssjenattsländor. Inga underarter finns listade i Catalogue of Life.